# Podiceps
Podiceps é um género de aves da família Podicipedidae, vulgarmente conhecidas como mergulhões.
Este género contém as seguintes nove espécies:
- Mergulhão-de-capuz (Podiceps gallardoi)
- Mergulhão-grande (Podiceps major)
- Mergulhão-prateado (Podiceps occipitalis)
- Mergulhão-de-pescoço-preto (Podiceps nigricollis)
- Mergulhão-de-crista (Podiceps cristatus)
- Mergulhão-colombiano (Podiceps andinus)
- Mergulhão-de-pescoço-ruivo (Podiceps grisegena)
- Mergulhão-de-pescoço-castanho (Podiceps auritus)
- Mergulhão-do-junín (Podiceps taczanowskii)